# Новгород-Сіверське Полісся

Новгород-Сіверське Полісся як фізико-географічна область Українського Полісся.

Новгород-Сіверське Полісся — природна область Поліської (мішанолісової) фізико-географічної провінції. Розташоване на крайньому сході Придніпровської низовини та на зниженому схилі Середньоросійської височини, у межах Чернігівської та Сумської областей.

## Географія. Ландшафти
У геоструктурному відношенні пов'язане з південно-західним схилом Воронезького масиву. Ландшафтні особливості Новгород-Сіверського Полісся зумовлені особливостями геолого-геоморфологічних умов — поширенням крейдових відкладів, що виходять у багатьох місцях на денну поверхню, незначною потужністю антропогенових відкладів, значною глибинною (до 100 м) і густотою ерозійного розчленування поверхні (густота яружно-балкової сітки подекуди перевищує 1 км/км²), незначною глибиною залягання ґрунтових вод та більш континентальним кліматом (порівняно з іншими областями зони).
Серед мішанолісових ландшафтів (понад 80 % площі області) переважають моренно-водно-льодовикові, що характеризуються залісненістю (понад 30 %) і заболоченістю (до 20 %), розвитком прохідних долин і карстових западин. Фоновими урочищами тут є плоскі та слабохвилясті межиріччя, складені малопотужними пісками з прошарками оглинених пісків з дерново-слабопідзолистими ґрунтами під суборами та слабоврізані широкі заболочені долини, зайнятими низинними торфовищами.
Лісостепові ландшафти (займають понад 15 %) представлені тут дуже розчленованими лісовими рівнинами, розміщені невеликими ділянками, переважно на правобережжі Десни. Типовими тут є складні урочища свіжих і сирих глибоких балок з крутими схилами із грабово-дубовими та кленово-липово-дубовими лісами, подекуди з суборами.
Заплавні місцевості (близько 5 %) добре розвинуті в долині Десни, а також її лівобережних приток; їй використовують здебільшого під сіножаті та пасовища. Поширені високі хвилясті, звужені заплави з дерновими слабоглеюватими ґрунтами під злаково-різнотравними луками та низькі, плоскі, розширені заплави, складені низинними торфовищами під вологотравно-осоковими угрупованнями, із заболоченими притерасними комплексами під чорновільховими лісами та осоково-болотною рослинністю.
Переважає сільськогосподарське і гірничодобувне прирородокористування. У межах області — заказник державного значення Великий Бір.

## Галерея

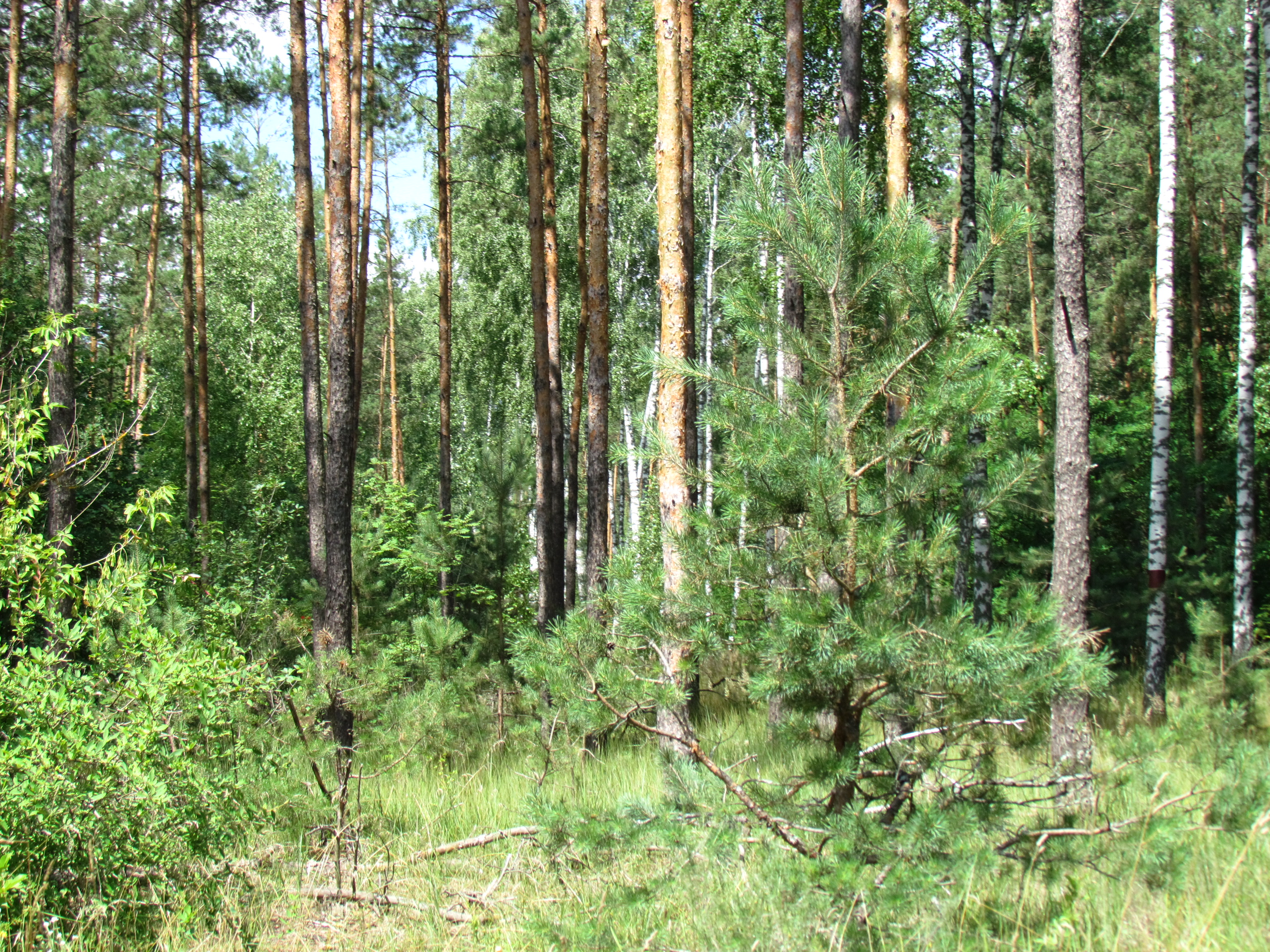
Биринський ліс. Чернігівська область
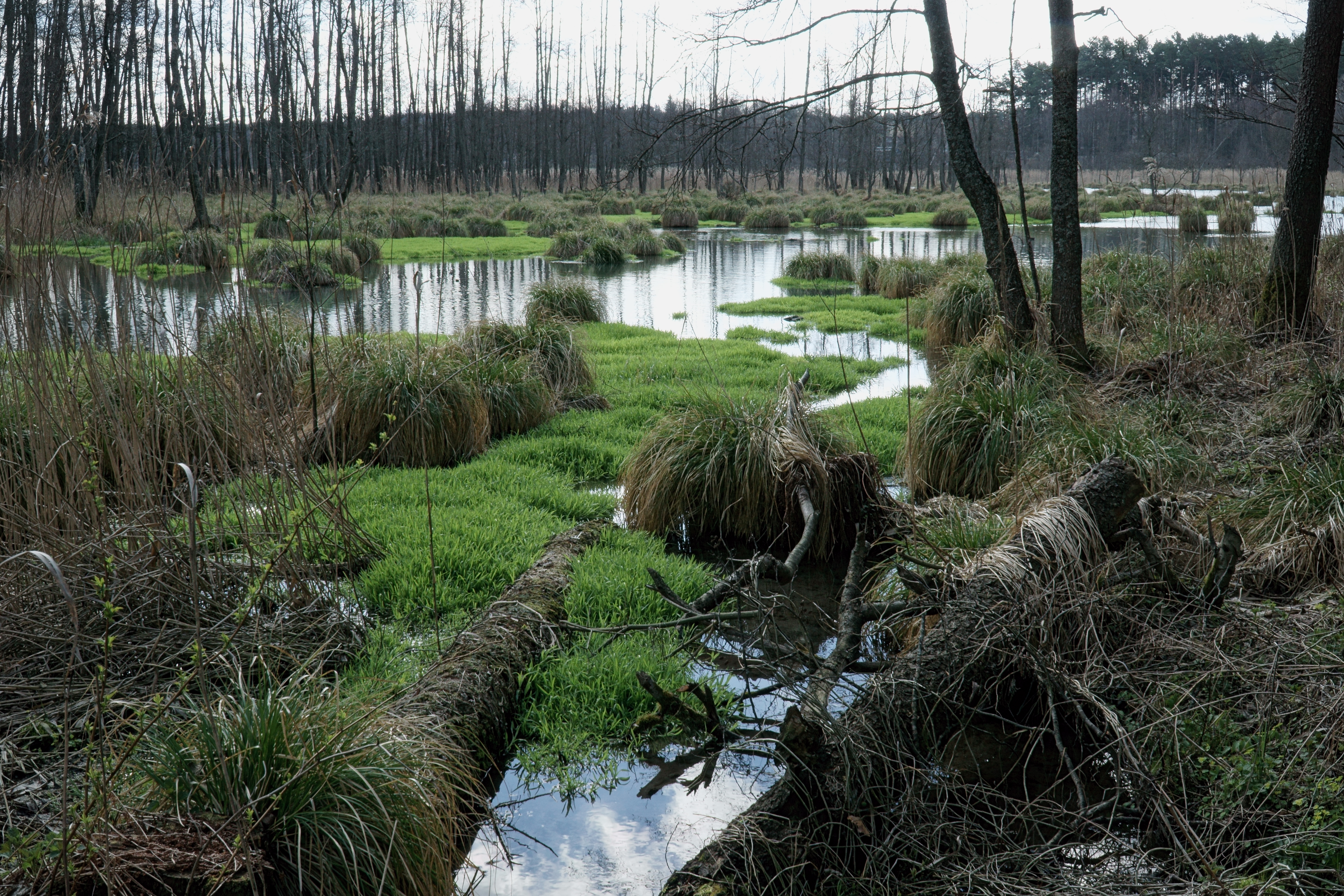
Узруївський заказник. Чернігівська область
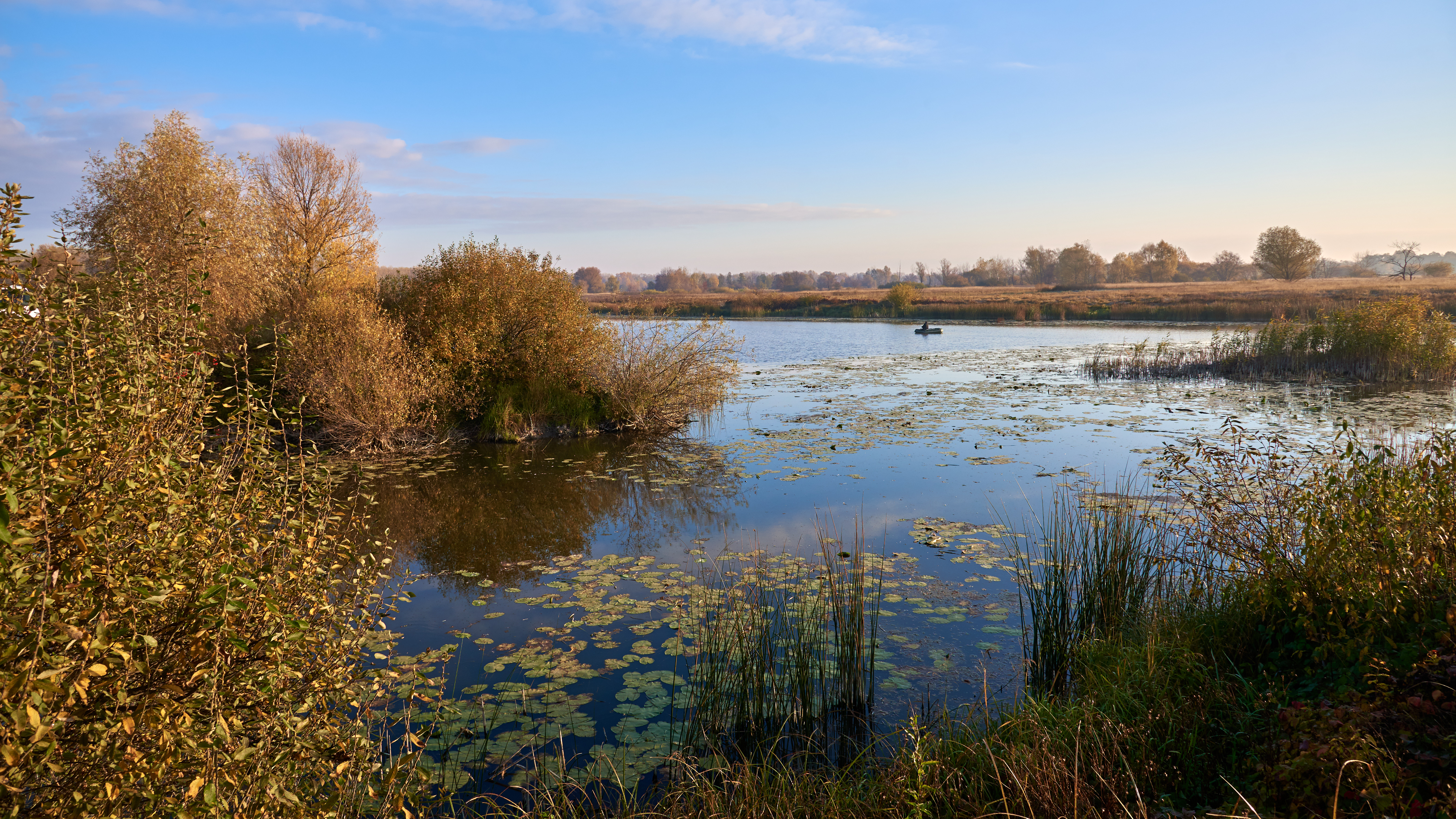
Озеро Колодянка. Чернігівська область
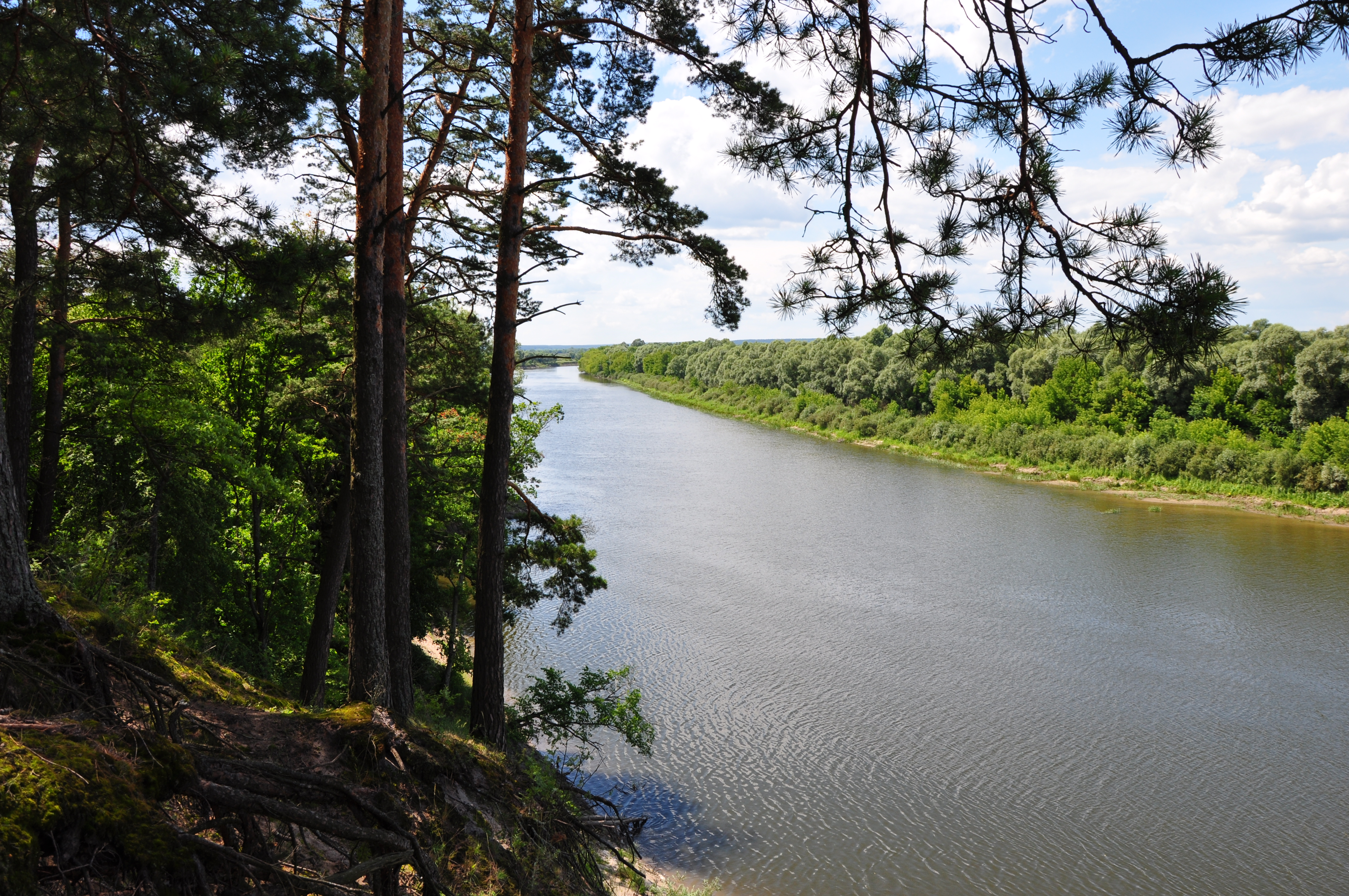
Над Десною. Сумська область
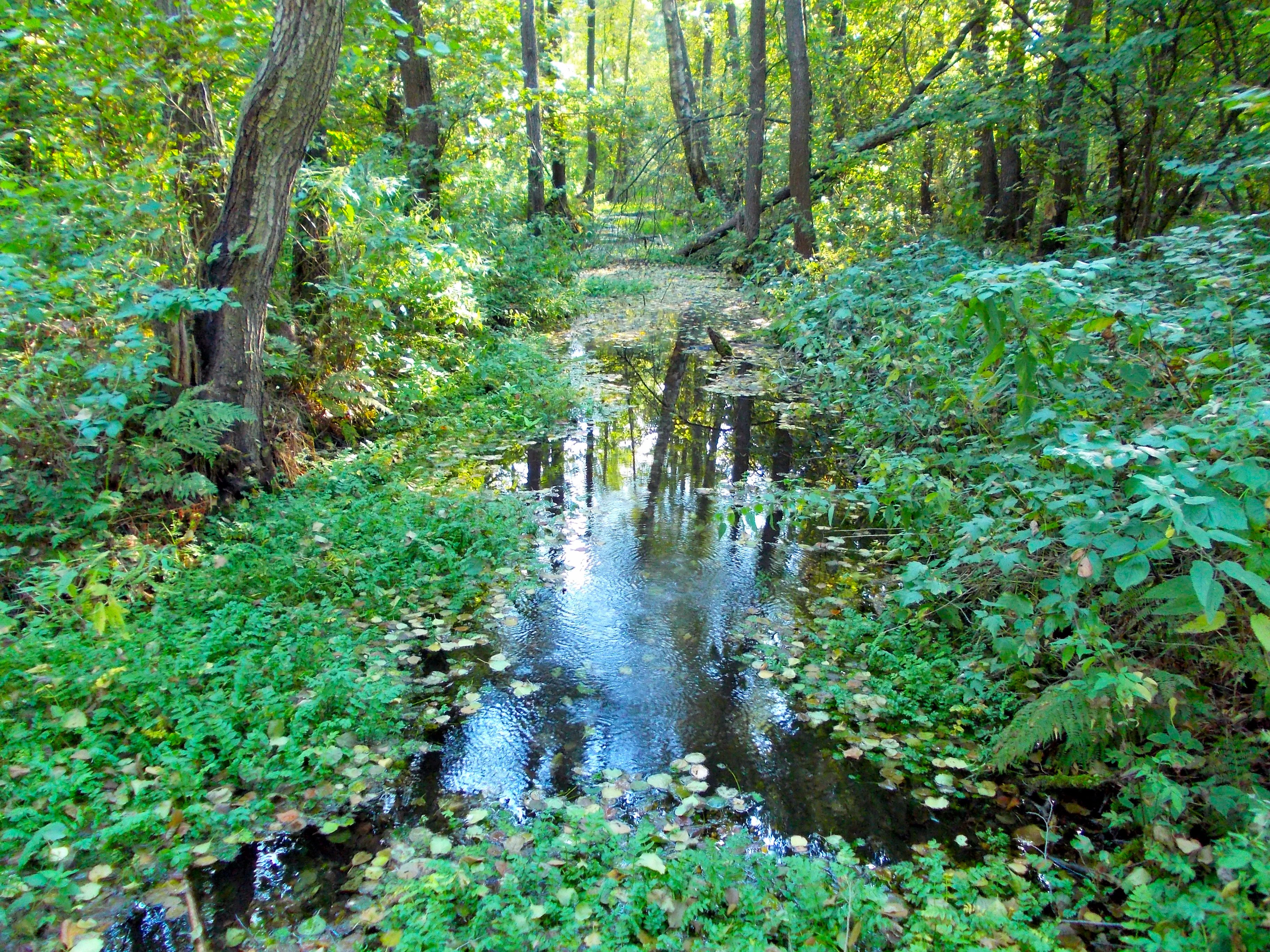
Синя криниця. Сумська область